# Linia kolejowa nr 499
Linia kolejowa nr 499 – niezelektryfikowana, jednotorowa linia kolejowa łącząca stację Tantow z przejściem granicznym Gumieńce‑Tantow.
Linia stanowi fragment linii kolejowej nr 6328 Angermünde, Gl 10 – Tantow (DB‑Grenze), odcinek Tantow – Tantow Grenze.